# Kim Ung-yong
Kim Ung-yong (ur. 7 marca 1963 w Hongje-dong w Seulu) – południowokoreański fizyk. Znalazł się w Księdze rekordów Guinnessa na liście najinteligentniejszych ludzi świata – będąc dzieckiem, posiadał IQ równe 210.
W wieku 4 lat posługiwał się czterema językami: koreańskim, japońskim, angielskim i niemieckim. Studiował fizykę w wieku 3–6 lat. Mając 7 lat, został zaproszony do USA przez NASA. Stopień naukowy doktora uzyskał jeszcze przed ukończeniem 16. roku życia.